# Kurpfalz-bayerisches Militär-Ehrenzeichen
Das kurpfalz-bayerische Militär-Ehrenzeichen wurde am 19. Februar 1795 durch Kurfürst Carl Theodor gestiftet und an Offiziere verliehen, die sich in den Koalitionskriegen ausgezeichnet hatten. Nach der Erhebung Bayerns zum Königreich 1806 wurde es in den Militär-Max-Joseph-Orden umgewandelt.

## Stiftung
In der ersten Koalition kämpfte Kurpfalz-Bayern zusammen mit Österreich und Preußen, die ihre Offiziere mit dem Militär-Maria-Theresien-Orden bzw. dem Orden pour le Mérite auszeichneten. 
Die Belohnung der Offiziere der bayerischen Armee für besondere Leistungen und Tapferkeit waren seit dem frühen 17. Jh. Medaillen („Gnadenpfennige“) an einfachen Collanen („Gnadenketten“), Pokale, Geld oder Beförderungen.
1768 hatte Carl Theodor den Orden vom Pfälzer Löwen gestiftet, in den auch Offiziere der kurpfälzischen Armee aufgenommen wurden, der jedoch auf 25 Ritter begrenzt war.
Die anderen Orden Kurpfalz-Bayerns, der Hubertusorden und der Georgsorden, waren keine Verdienstorden, sondern verlangten eine Adelsprobe, letzterer auch die katholische Religion. Für Mannschaften und Unteroffiziere war 1794 die Militär-Verdienstmedaille gestiftet worden.
Georg August zu Ysenburg und Büdingen in Philippseich schlug daher dem Kurfürsten und dem Hofkriegsrat vor, den Löwenorden um die Ordensklasse der kleinen Kreuze zu erweitern oder einen weiteren Orden zu stiften. Carl Theodor hatte schon 17 Jahre zuvor die Wahl zum Großmeister des wittelsbacher Michaelsordens nicht angenommen und lehnte die Stiftung eines weiteren Ordens ab, ebenso die Änderung der Statuten des Löwenordens. Stattdessen stiftete er ein Ehrenzeichen, dessen Aussehen an eine Ordensdekoration erinnert.
Am Tag der Stiftung, dem 19. Februar 1795, wurde das Ehrenzeichen an neunzehn Offiziere vom Dienstgrad Oberst bis Unterleutnant verliehen, die sich im Ersten Koalitionskrieg 1793/94 besonders ausgezeichnet hatten. 

## Aussehen

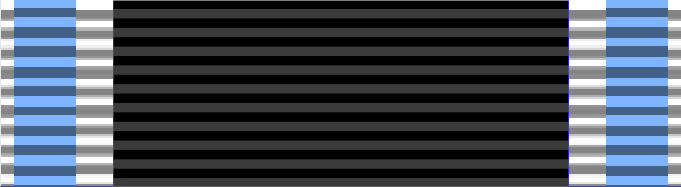
Bandfarben

Das Ehrenzeichen ist ein weiß emailliertes goldbordiertes Malteserkreuz mit goldenen Kugelspitzen. Es ist an den oberen Kreuzarmen mit einem rot gefütterten Kurhut verbunden. Im Avers befindet sich ein dunkelblau emaillierten Medaillon mit goldenem Monogramm C T (Carl Theodor). Das ebenfalls dunkelblau emaillierte Medaillon im Revers trägt die zweizeilige goldene Inschrift VIRTUTI (Der Tapferkeit). Es wurde an einem schwarzen Band mit blau-weißem Rand getragen.

## Statuten und Erfordernisse
Die Statuten und Erfordernisse in sechzehn Artikeln wurden durch Kurfürst Carl Theodor am 8. Juni 1797 in München erlassen.
- Das Militär-Ehrenzeichen ist kein Orden, sondern eine Belohnung für eine tapfere Tat.
- Das Ehrenzeichens können nur Offiziere, Fahnen-, Stückjunker und Standartenführer erwerben, unabhängig von Dienstgrad, Truppengattung, Religion, Geburt, Rang und anderem Umständen.
- Für den Erhalt des Ehrenzeichens sind „hierzu tapfere, und herzhafte Thaten erfordert, und zwar solche, die ein Officier entweder ohne Verantwortung hätte unterlassen können, und zum Nutzen der Armee gereichen, oder welche mit außerordentlicher Klugheit, oder Muth und Entschlossenheit zur besonderen Ehre, und Vortheil der Armee oder der Trouppe ausgeführt worden sind.“
- Eingabe der tapferen Tat, Beweisvorlage und Benennung von Zeugen bei dem jeweiligen Kommandierenden, Überprüfung der Tat;
- Vorlage des gutachtlichen Bericht beim Hofkriegsrat;
- Zustimmung des Kurfürsten, Aushändigung des Ordenszeichens durch den Kommandierenden;
- Das Ehrenzeichen darf der Offizier auch in seinem Wappen führen.
- Nach dem Tode eines Ehrenzeicheninhabers ist das Ehrenzeichen an den kurfürstlichen Hofkriegsrat zurückzusenden.
- Nach Begehen einer militärischen oder zivilen Straftat ist die Auszeichnung unverzüglich an den Großmeister zurückzugeben.
- Aufbewahrung der Dokumente beim kurfürstlichen Hofkriegsrat.

## Verleihungen
Insgesamt lassen sich 100 Verleihungen dokumentieren. Unter anderem erhielten nachfolgende Offiziere das Ehrenzeichen:
- Oberleutnant Franz von Elbracht im 1. Chevaulegers-Regiment, am 19. Februar 1795
- Oberst Baron von Zandt im 1. Chevaulegers-Regiment, am 19. Februar 1795
- Oberstleutnant Graf von Leiningen im 2. Chevaulegers-Regiment, am 19. Februar 1795
- Oberstleutnant Johann Nepomuk von Triva im 6. Füsilier-Regiment, am 19. Februar 1795
- Capitane Maximilian von Spreti im 2. Feldjäger-Regiment, am 19. Februar 1795
- Capitane Maximilian Thomas von Aicher im 6. Füsilier-Regiment, am 19. Februar 1795
- Major Joseph von Cloßmann, 1795
- Oberst Wilhelm von Metzen, 1798
- Oberst Carl Philipp von Wrede im Generalstab, am 10. Dezember 1799
- Generalleutnant Justus Ritter von Siebein, am 20. August 1800
- Stabskapitän Karl von Büllinger, am 13. Juni 1801
- Oberleutnant Maximilian Friedrich von Nesselrode-Hugenpoet, am 28. November 1802
- Major Franz Alexander Espiard von Colonge, am 11. Juni 1803
- Generalleutnant Bernhard Erasmus von Deroy, damals Divisionär, am 28. September 1804
- Major Vincenz von Pompei im 11. Füsilier-Regiment, am 14. Januar 1805
- Unterleutnant Hermann Graf von Hirschberg im 1. Dragoner-Regiment „Minucci“, am 26. Oktober 1805
- Oberstleutnant Alois von Ströhl im Infanterie Leib-Regiment, am 22. November 1805
- Oberstleutnant Wilhelm von Jordan, Flügeladjutant von Kurfürst Max IV. Joseph, am 25. Dezember 1805
- Generalmajor Paul von Mezanelli, Kommandeur der 3. Brigade, am 11. Januar 1806
- Major Carl von Haynau im leichten Bataillon „Metzen“, nachmaliger kurhessischer Generalleutnant

Mit der Stiftung des Militär-Max-Joseph-Ordens wurden am 1. März 1806 fünf Träger als Großkreuze, sechs als Kommandeure und fünfzig als Ritter in den neuen Orden übernommen. Dreizehn nicht mehr aktive Inhaber wurden Ehrenritter des Militär-Max-Joseph-Ordens.
Das kurpfalz-bayerische Ehrenzeichen musste bei diesem Umtausch zurückgegeben werden.